# Teotihuacán (municipalité)
Teotihuacán (mot d'origine nahuatl) est l'une de 125 municipalités de l'État de Mexico au Mexique. Teotihuacán confine au nord à Temascalapa, à l'ouest à Tecámac, au sud à Acolman et à l'est à San Martín de las Pirámides et Papalotla. Son chef-lieu est San Juan Teotihuacán qui compte 15 000 habitants.